# زمین‌خزک چاکو
زمین‌خزک چاکو (نام علمی: Tarphonomus certhioides) گونه‌ای از پرندگان در زیرتیرهٔ Furnariinae از تیرهٔ تنورمرغان(Furnariidae) است که در آرژانتین، بولیوی و پاراگوئه و به صورت سرگردان در برزیل یافت می‌شود.